# Animal corredor

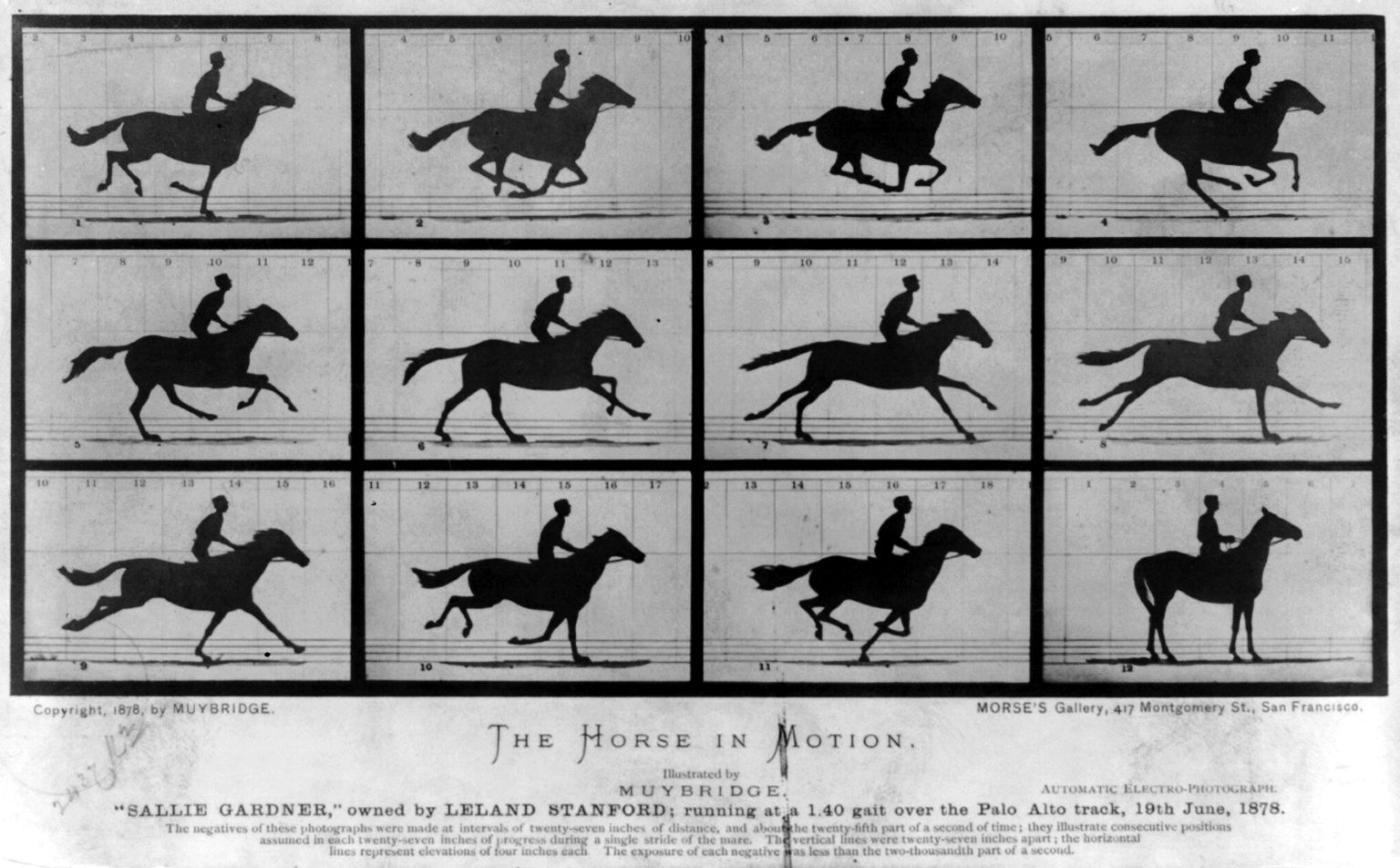
Els cavalls són animals corredors.

Un animal corredor és aquell que presenta adaptacions específiques per córrer. Un animal es pot considerar corredor si té la capacitat de córrer a alta velocitat (com el guepard) o si pot mantenir un ritme constant sobre una distància llarga (gran resistència). El terme corredor sovint es fa servir per descriure un cert mode de locomoció, cosa que resulta útil per als biòlegs que estudien el comportament de diferents animals i la manera com es desplacen pel seu medi. Les adaptacions per a un estil de vida corredor poden ser morfològiques (com ara la pèrdua dels dits laterals en els ungulats) o fisiològiques. Hi ha un debat viu sobre la definició exacta d'un animal corredor. Les definicions més acceptades tenen en compte les adaptacions per cobrir grans distàncies a alta velocitat o la capacitat d'accelerar bruscament en distàncies curtes. Els vertebrats de menys d'1 kg no se solen considerar corredors. Hom pensa que els comportaments i els caràcters associats només es donen en mamífers relativament grossos. Alguns mamífers de menys d'1 kg capaços de córrer més de pressa que altres animals de mida similar han estat descrits com a microcorredors.
Algunes espècies d'aranyes també es consideren corredores perquè es passen bona part del dia caminant a la cerca de preses.